# Maria Josepa Massanés

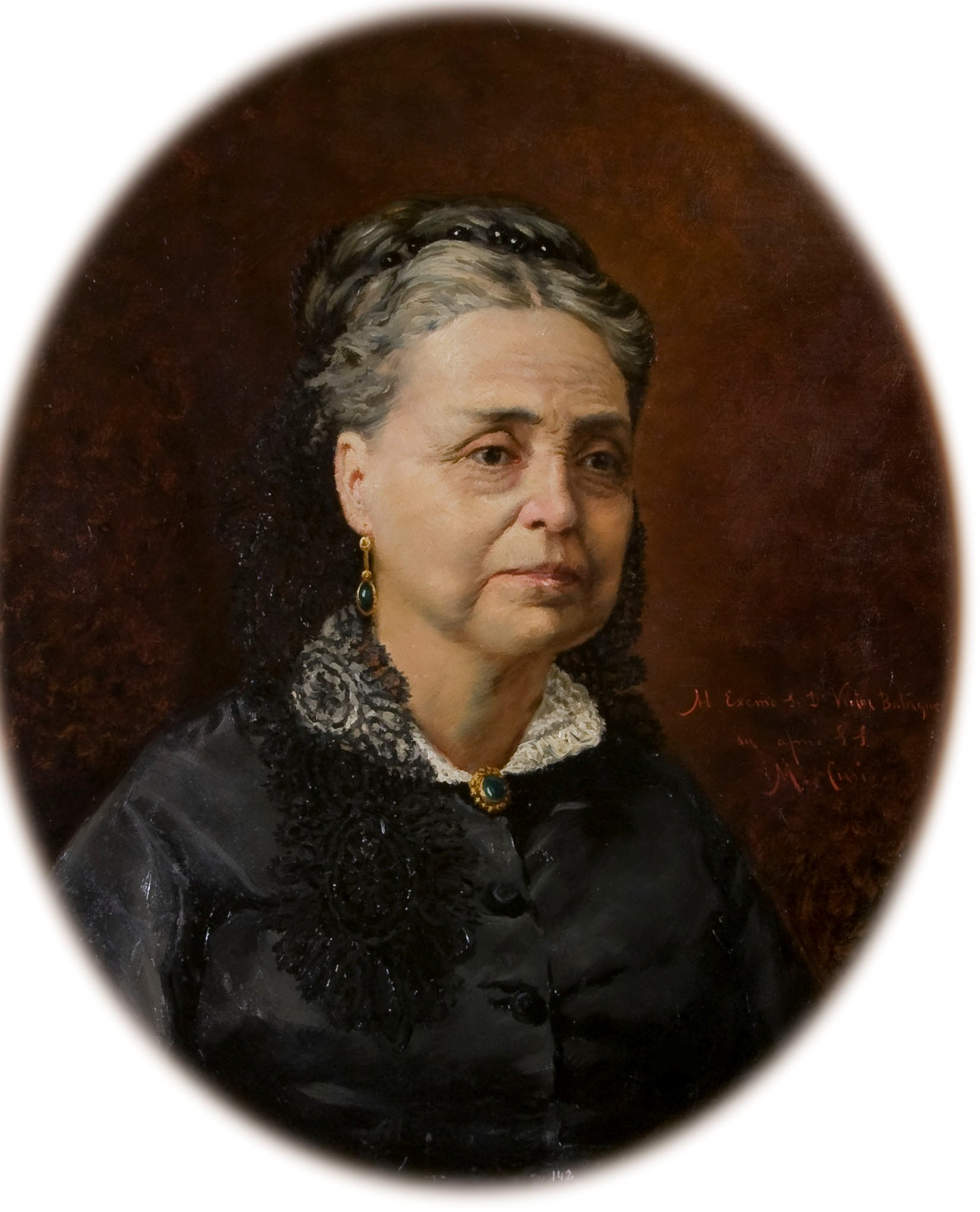
Maria Josepa Massanés, Gemälde von Manuel Cusí i Ferret, Datum unbekannt

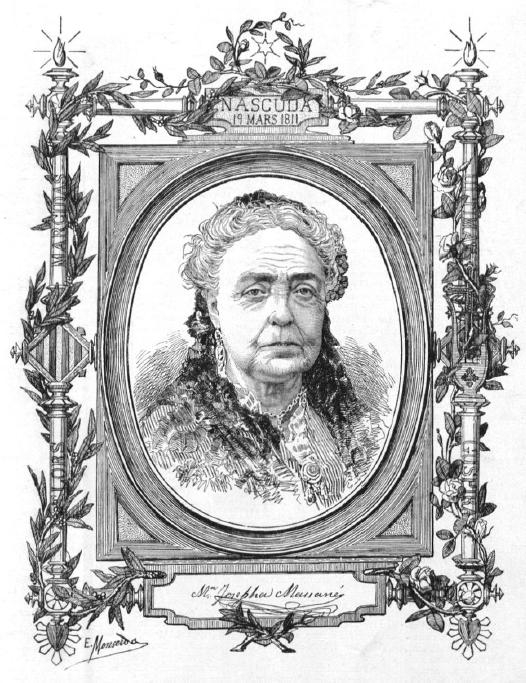
Maria Josepa Massanés, Zeichnung von Enric Monserdà, im Magazin La Llumanera de Nova York, 1879

Maria Josepa Massanés i Dalmau (* 19. März 1811 in Tarragona; † 1. Juli 1887 in Barcelona) war eine spanische Autorin und Dichterin aus Katalonien.

## Leben
Maria war die Tochter von Antònia Dalmau i Magnifich, einer gebürtigen Tarragonerin, und Josep Massanès i Mestres, einem Ingenieuroberst. Die Mutter starb, als sie fünf Jahre alt war; sie blieb in der Obhut ihres Vaters. Sie erhielt eine für ihre soziale Schicht typische Ausbildung, sodass sie neben Katalanisch und Spanisch auch Latein, Italienisch und Französisch beherrschte. Da der Vater ein Konstitutionalist und Liberaler war, musste er um 1830 ins Exil nach Frankreich gehen, aus dem er erst beim Tod König Ferdinands VII. zurückkehren konnte. Maria Josepa wurde von Verwandten ihrer Eltern in Barcelona aufgenommen.
1834 veröffentlichte sie in spanischer Sprache ihre ersten Gedichte zu sozialen und feministischen Themen, nur mit ihren Initialen gezeichnet, in der Zeitung El Vapor. Im folgenden Jahr folgten andere Zeitungen wie El Guardia Nacional und La Religión.
Ein bekannt gewordenes Gedicht El beso (Der Kuss) wurde 1837 veröffentlicht und schnell ins Englische übersetzt, wo es großen Anklang fand: In einigen nordamerikanischen Staaten wurde es sogar für den Schulunterricht empfohlen. Es ist ein Gedicht, in dem die mütterliche Liebe im Mittelpunkt steht und das persönliche Bezüge aufweist. Eine Übersetzung ins Katalanische wurde von der Autorin selbst einige Jahre nach der Veröffentlichung angefertigt.
Alle bis dahin veröffentlichten Gedichte fasste sie 1841 in der poetischen Anthologie Poesías zusammen. Unter den Gedichten ist besonders Romance zu erwähnen, das die romantische Poesie persifliert und verspottet, weswegen Massanés auch nicht vollständig zum Kanon der romantischen Poesie des 19. Jahrhunderts gezählt wird.
Mit ihrer Heirat mit einem Hauptmann der Infanterie im Jahr 1843 begann ein neuer Lebensabschnitt mit ständigen Wohnsitzwechseln in Abhängigkeit vom Aufenthaltsort ihres Mannes. Während eines Aufenthalts in Madrid lernte sie das literarische Umfeld dort kennen und wurde zum Mitglied der Literaturabteilung der Vereinigung Liceo Artístico-Literario de Madrid. Sie freundete sich mit Carolina Coronado an. in dieser Zeit schrieb sie Gedichte über Kinderliebe und Katalonien, wie Una hora de meditación junto al arco de Bará oder Oh, padre mío! Zusammen mit Gertrudis Gómez de Avellaneda wurde sie von Königin Isabella II. ausgezeichnet und sie beteiligte  sich am Álbum a la Reina Isabel II por su mayoría de edad (Sammlung für Königin Isabella II. zu ihrer Volljährigkeit, 1843).
1846 kam sie nach Barcelona zurück und kam mit den Werken von Milà i Fontanals, Antoni de Bofarull und Rubió i Ors und damit mit der Renaixença in Berührung. Das wurde jedoch durch einen erneuten Ortswechsel ihres Mannes unterbrochen, der das Paar in die ländlichen Gegenden Kataloniens führte. Zu der Zeit verfasste sie Ana, madre de Samuel (Hanna, die Mutter Samuels), auf der Grundlage von Bibelauslegungen, die der französische Erzbischof Georges Darboy als Les Femmes de la Bible 1846–1849 in Paris veröffentlicht hatte.
1850 veröffentlichte sie Flores marchitas (Verdorrte Blumen) und wurde 1851 zum Ehrenmitglied der Reunión Literaria und der Sociedad Filarmónica y Literaria de Barcelona ernannt.
Von diesem Zeitpunkt an begann sie auf Katalanisch zu schreiben und wurde Teil der Renaixença. Man kann davon ausgehen, dass sie 1858 bereits ein beachtliches Werk auf Katalanisch vorweisen konnte, da Antoni Bofarull es in seine Anthologie Los trobadors nous (Die neuen Troubadoure) aufnahm. Massanés war die erste Frau, die nach der Epoche der La Decadència in katalanischer Sprache schrieb. Sie nahm Jocs Florals de Barcelona teil, wo sie 1862 von Jeroni Rosselló zur „Königin der Jocs Florals“ ernannt wurde, und 1864 erhielt sie eine Auszeichnung für ihr mystisch-religiöses Gedicht Creure és viure. 1879 veröffentlichte Massanés ihr letztes Buch Respirall. Poesies, eine Anthologie ihres gesamten Werks in katalanischer Sprache, wurde posthum veröffentlicht. Sie war eine führende Vertreterin der katalanischen katholischen sozialen Frauenbewegung, die eng mit der Renaixença verbunden war.
Sie starb 1887 in Vallcarca i els Penitents in Barcelona und wurde auf dem Friedhof von Poblenou beigesetzt. Ihr Nachlass wird in der Biblioteca Museu Víctor Balaguer in Vilanova i la Geltrú aufbewahrt.
Ihre Freundin Dolors Monserdà schrieb eine Biografie über sie, anlässlich der Aufnahme eines Porträts Lluïsa Vidals von ihr in die Galeria de Catalans Il·lustres.